# Mešní tabulky

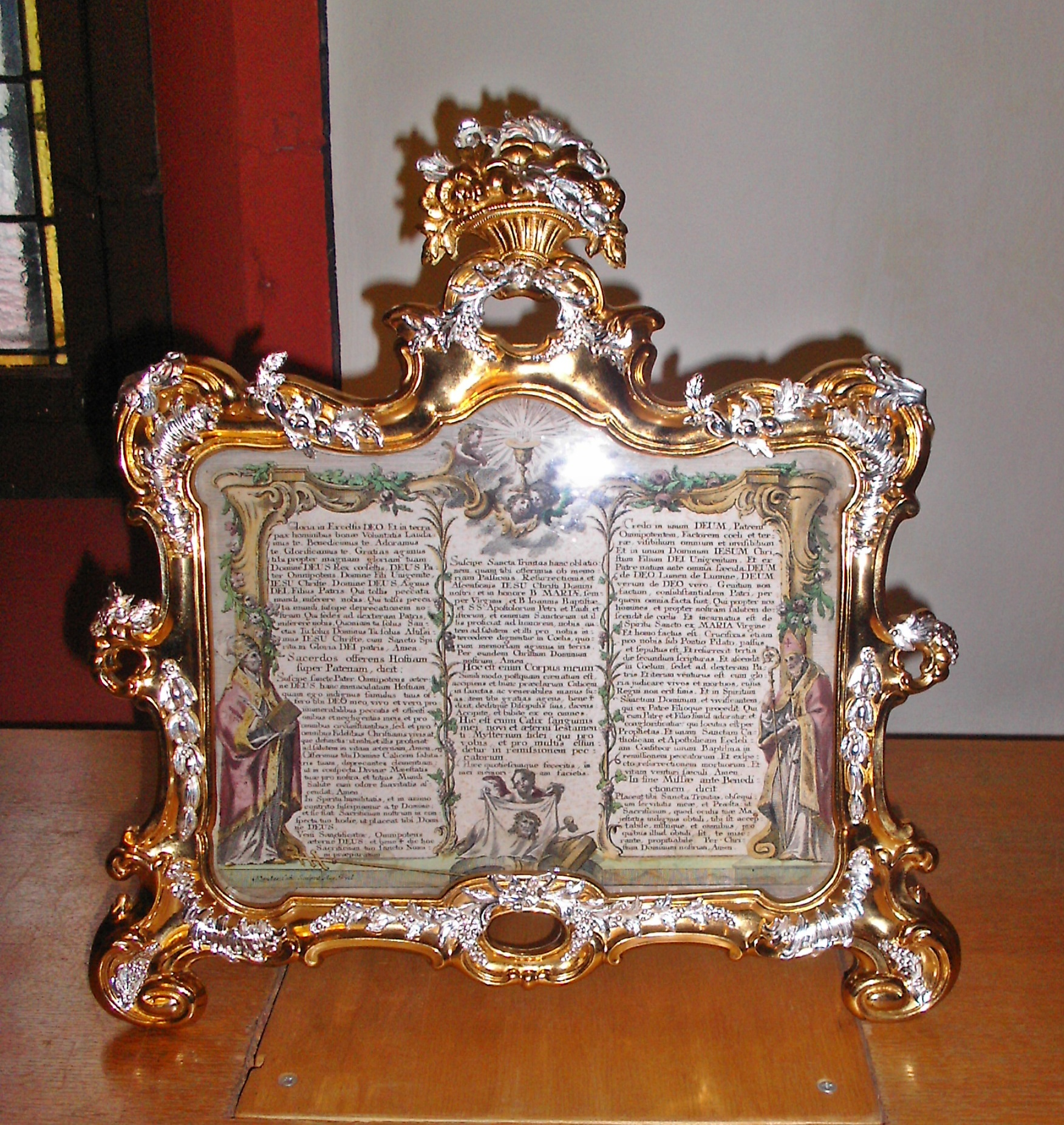
Prostřední mešní tabulka v kostele sv. Jiljí (Neustadt an der Weinstraße)

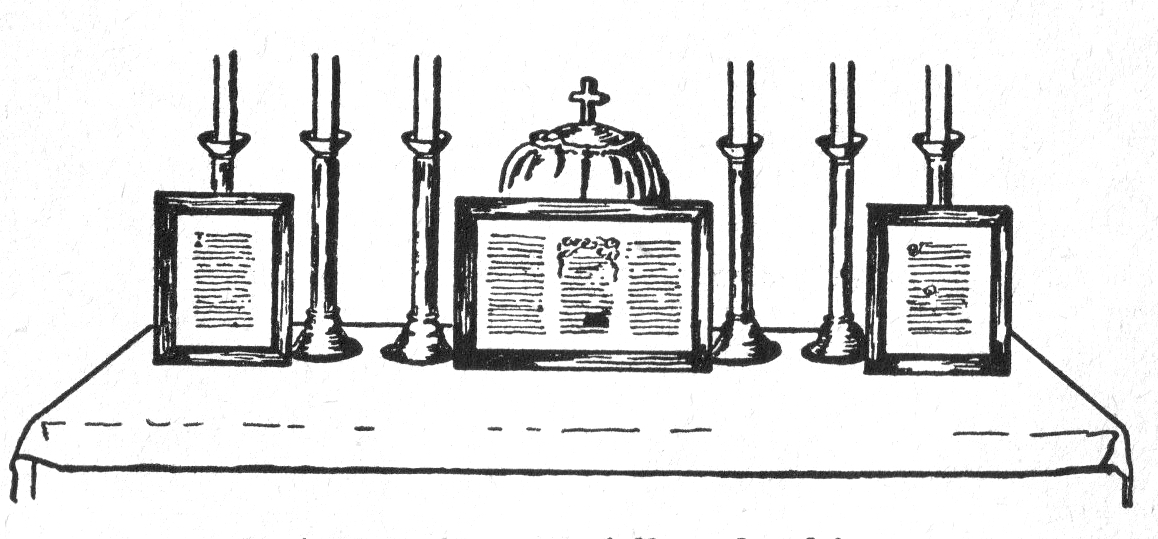
Uspořádání mešních tabulek na oltáři

Mešní tabulky neboli kanonické tabulky (německy Kanontafeln) jsou tři desky opřené o oltář s neproměnnými texty, které pronáší celebrant při mši svaté sloužené v tradičním římském ritu.

## Charakteristika
Prostřední mešní tabulka (uprostřed oltářní mensy) je největší a obsahuje Gloria, římský kánon a Credo. Mešní tabulka na epištolní straně obsahuje modlitbu k obřadu Lavabo a k mísení vína s vodou, mešní tabulka na evangelní straně obsahuje poslední evangelium.